# Vesicaperla dugdalei
Vesicaperla dugdalei är en bäcksländeart som beskrevs av Mclellan 1977. Vesicaperla dugdalei ingår i släktet Vesicaperla och familjen Gripopterygidae. Inga underarter finns listade i Catalogue of Life.